# 柳澤竹次郎
柳澤 竹次郎（やなぎさわ たけじろう、前名・清吉、1886年（明治19年）8月 - 1974年（昭和49年）3月）は、日本の酒造家、実業家。粕川水電常務取締役。

## 人物
群馬県・柳澤竹次郎の長男。1916年、家督を相続、前名・清吉を改め襲名した。若い頃より家業の酒造りに精魂を打ち込む。甘口酒の酒造りに生涯こだわった。
趣味は盆栽。宗教は浄土宗。住所は群馬県勢多郡粕川村。

## 家族・親族
柳澤家
- 父・竹次郎[1] - 初代・竹次郎は新潟県中頸城郡の農家の長男で嘉永5年生まれ[3]。1877年、勢多郡粕川村深津に土蔵を借り受けて、酒造業の第一歩を踏み出す[3]。
- 弟
  - 清八郎[1][4]
  - 清長[1][4]
- 妹・イツ（1899年 - ?、群馬、松本清次郎の妻）[1][4]
- 妻・せき（1887年 - ?、長野、竹内傳吉の妹）[1][4]
- 男、三男、女、女、五女[1][4]